# Komitet Delegacji Żydowskich przy Konferencji Pokojowej
Komitet Delegacji Żydowskich (fr. Comité des Délégations Juives, ang. Jewish Delegations Committe) – organ porozumienia organizacji żydowskich, czynny w czasie konferencji pokojowej w Paryżu od marca 1919 roku.
Zabiegał o oficjalne gwarancje prawne dla Żydów w państwach Europy Środkowej. Jego działalność zaowocowała podpisaniem tzw. małego traktatu wersalskiego.